# Dolby Digital

Piktografisk representation av sexkanaligt ljud i 5.1-format.

Dolby Digital (DD) är samlingsnamnet för flera digitala mångkanalsformat för komprimerat ljud utvecklat av Dolby Laboratories. Systemet används i biografer, på dvd-skivor och även i radio- och tv-sändningar.
Den vanligaste tillämpningen av Dolby Digital innehåller sex ljudkanaler enligt följande:
- Vänster
- Höger
- Mitt (center)
- Vänster bak
- Höger bak
- LFE - en lågbaskanal som är avsedd för starka ljudeffekter med lågt frekvensinnehåll. LFE står för low frequency extension channel eller low frequency effect channel.

Denna tillämpning kallas populärt för 5.1-ljud (1:an står för LFE-kanalen). Systemet är skalbart, det vill säga man kan sända allt från monoljud till 5.1-ljud i Dolby Digital.

## AC3
AC3, ett kodningsformat som används för ljudkodning i Dolby Digital. Ibland används uttrycket AC3 felaktigt som ett annat namn för systemet Dolby Digital. AC3 står för Audio Coding version3.